# 706
706(칠백육)은 705보다 크고 707보다 작은 자연수다.

## 수학
- 합성수로, 그 약수는 1, 2, 353, 706이다. 진약수의 합은 356이므로, 706은 부족수다.

## 과학
- NGC 706(영어판): 물고기자리 방향에 있는 나선은하.
- 706 히룬도(영어판): 소행성.

## 교통
- 706번 지방도: 전북특별자치도 군산시 성산면에서 익산시 용안면까지 이어지는 대한민국의 지방도.
- 현도 제706호선

## 군사
- 706 해군 항공대(영어판): 과거 존재한 영국의 해군 항공대.
- U-706(영어판): 제2차 세계 대전에 사용된 나치 독일의 군용 잠수함.

## 문화유산
- 대한민국의 보물 제706호: 중용주자혹문

## 작품
- 《706(영어판)》(2019년): 인도의 스릴러 영화.

## 기타
- 날짜: 7월 6일
- 연도: 706년, 기원전 706년